# Parc de Villejean
Le parc de Villejean est un parc de 5 hectares situé au nord-ouest de Rennes dans la zone rurale de la Lande du Breil près de Villejean.

## Situation
Le parc est situé au nord-ouest de la ville, dans le quartier Villejean - Beauregard. Il forme une bande de 450 m de long, longeant la rocade de Rennes et enclavé entre la route nationale 12 et la jonction RN 1012. Il jouxte le quartier rural de Pont Lagot à son Ouest.

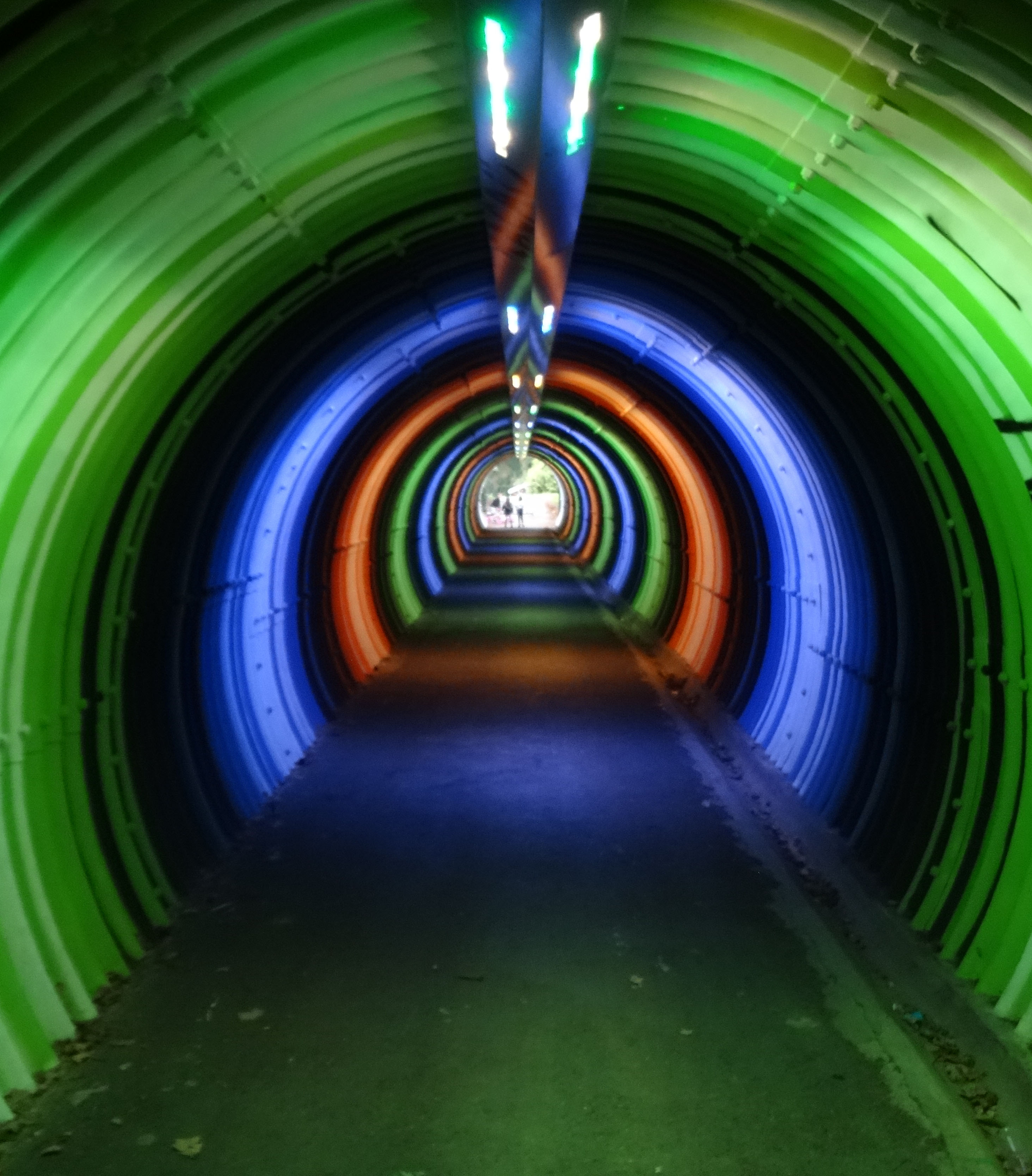
Passage du Rouergue, reliant le parc au quartier de Villejean

Du fait de sa proximité avec ces axes routiers, les accès au parc sont restreints. Depuis le quartier de Villejean, le parc est accessible via le tunnel de 40 mètres sous la rocade du passage du Rouergue. Une seconde entrée est accessible via le quartier de Pont Lagot, du côté de Vezin-le-Coquet. En 2016, la ville en modifie son éclairage par un système de LED à trois couleurs.

## Équipements
Ce parc offre des pelouses, dont l'accès est autorisé, une mare, des surfaces boisées. C'est un lieu de promenade et de détente qui propose de nombreuses possibilités d'activités et de jeux. Il dispose aussi d'un certain nombre d'équipements qui en font un parc adapté pour les sorties en famille : sanitaires, coin pique-nique et barbecue, parcours de santé et équipement sportif à proximité.
Différentes aires de jeux sont présentes pour différentes tranches d'âges. Des installations sportives sont également en libre usage : panneaux de basket-ball, des baby-foot, des tables de ping-pong. L'ensemble est complété par un parcours de santé.